# Въстание на Георги Войтех
Въстанието на Георги Войтех (или Вортекс) през 1072 г. е опит за възстановяване на българската държава, покорена половин век по-рано от Византия.

## Протичане
Въстанието е обусловено от отслабването на Византия след нашествието на печенегите на Долен Дунав, от пораженията, претърпени през 1071 г. от селджуците в Армения (виж Битка при Манцикерт) и норманите в Южна Италия и от засилването на данъчното бреме в империята при управлението на василевса Михаил VII Дука. 
То е подготвено от български велможи от Скопие начело с болярина Георги Войтех. Те избират за свой водач Константин Бодин – син на зетския княз (владетел на Дукля, днешна Черна гора) Михаил и потомък на цар Самуил. През есента на 1072 г. Константин Бодин пристига в град Призрен, където е провъзгласен за цар на българите под името Петър (Петър III). И сега, както в случая с Петър Делян, възтържествувало името на св. Цар Петър, превърнало се в символ на българската независимост и законна царска власт. В помощ на въстаниците заедно със сина си княз Михаил изпраща триста войници начело с войводата Петрила.
В помощ на византийския стратег на тема България Никифор Карантин е пратена войска от Константинопол начело с Дамян Даласин. В сражението с въстаниците войската му търпи пълно поражение. Даласин и други византийски пълководци са пленени, а град Скопие пада в ръцете на Константин Бодин и Георги Войтех.
След този успех въстаническите предводители се заемат да разширят териториите под своя власт. Константин Бодин се отправя от Скопие на север и достига Ниш. Понеже не всички български градове по пътя му се подчиняват доброволно, той ги подлага на опустошение. Петрила се впуска на юг и завладява Охрид и Девол. Под стените на Костур обаче голямата му войска е разгромена от обединените сили на местни гръцки и български войводи, които не признават сина на дуклянският княз за свой господар.
От Константинопол е изпратена нова византийска армия начело с Михаил Саронит. Саронит превзема Скопие и през декември 1072 г. разгромява войската на Константин Бодин в местността Таоний (южната част на Косово поле). Константин Бодин и Георги Войтех са пленени. Войската, която княз Михаил изпраща в помощ на сина си, не успява да постигне нищо, понеже предводителят ѝ нормански наемник преминава на страната на византийците. Въстанието е окончателно потушено през 1073 г. от дук Никифор Вриений.